# Idiasta hamanni
Idiasta hamanni är en stekelart som beskrevs av Fischer 2008. Idiasta hamanni ingår i släktet Idiasta och familjen bracksteklar. Inga underarter finns listade i Catalogue of Life.